# Marco Durante
Marco Durante (Sanremo, 24 ottobre 1962) è un golfista italiano.

## Biografia
Inizia a praticare il golf nel 1969 sotto la guida del maestro Franco Zanini a Garlenda (SV).
Vince il primo titolo italiano affermandosi nel Campionato Nazionale di seconda categoria nel 1976.
Esordisce in Nazionale Dilettanti agli Europei Juniores di Oslo nel 1977 e ne fa parte sino alla fine del 1987, partecipando a 9 campionati europei, ai mondiali di Pinehurst (USA, 1980) e ai Mondiali Universitari di Is Molas (ITA), in cui ottiene la vittoria nelle classifiche a squadre e il quarto posto individuale. 
Nella carriera dilettantistica il successo più importante è rappresentato dalla vittoria nell'Orange Bowl a Miami (USA, 1979), primo non statunitense ad affermarsi in tale competizione, nel cui albo d'oro figurano, fra gli altri, Mark Calcavecchia, Tiger Woods e Camilo Villegas; notevoli anche l'affermazione nell'Aer Lingus Trophy a Dublino (1981), con il record del percorso del Royal Dublin G.C. (65, -8); la vittoria nel Campionato Internazionale di Svizzera dopo il play off contro il francese François Illouz (Cologny, 1987) e sette titoli italiani, fra cui il Campionato Nazionale Medal con il record del campo nell'ultimo giro sul percorso del G.C. Le Betulle di Biella (70, -3)(1981) e gli Internazionali d'Italia, dopo play off contro l'inglese Craig Francis (Pevero G.C., 1981). 

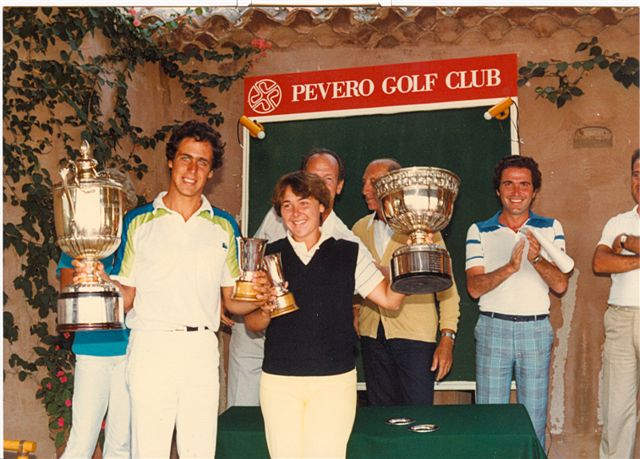
Premiazione agli Internazionali d'Italia 1981

Viene chiamato sei volte a far parte della rappresentativa continentale per il match GB & Ireland v. Continent of Europe (J. Leglise Trophy - Boys, 1977, 78, 79 e 80; Juniores, 1980; St. Andrews' Trophy - Amateur, 1980); nel 1977 fa parte della prima squadra continentale che sconfigge le Isole britanniche sul loro percorso (Dundee, 1977); successo ripetuto nel 1980 dalla squadra juniores a Lund in Svezia.
Alla fine del 1987 passa al professionismo, entrando a far parte della Squadra Nazionale fino al 1999.
Come professionista ha vinto l'Open Tricomfort (Challenge Tour; Francia 1989), il Trofeo Città di Fiuggi (1990), ha rappresentato l'Italia nella Dunhill Cup a Taiwan (1993), è giunto secondo nel Campionato Omnium (1990), nel Campionato Match-play (1990) e nel Campionato PGAI (1991). In coppia con Andrea Canessa ha vinto il Campionato di Doppio della PGA Italiana (1998).
Terminata l'attività agonistica si è dedicato alla dirigenza sportiva:
consigliere della Federazione Italiana Golf dal 2001 (riconfermato ancora per il quadriennio 2016 - 20), responsabile del Settore Tecnico Professionistico dal 2002 e referente Commissione Affari Legali;
Consigliere della PGA Italiana (dal 1988 al marzo 2013);
Consigliere Nazionale del CONI dal 2005 al 2016; vice Presidente della Commissione Nazionale Atleti nel quadriennio 2009 - 2012; Presidente della Commissione Nazionale Atleti del CONI per il quadriennio 2013 - 16. 

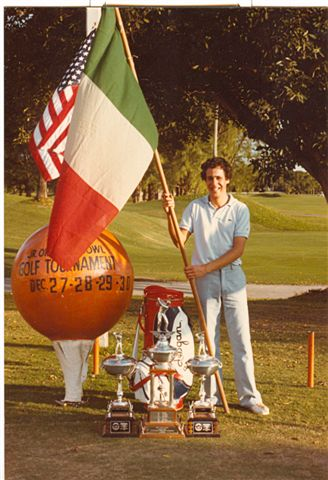
Marco Durante con i trofei dell'Orange Bowl 1979

Commissario Straordinario Federazione Italiana Twirling (aprile - giugno 2013)
Tedoforo alle Olimpiadi Invernali a Torino 2006.
Ha ottenuto la Medaglia di bronzo al valore atletico (1981) e la Stella d'oro al merito sportivo (2005).
Nel 2015, nella carica di Presidente della CNA CONI promuove la realizzazione della Walk of Fame al Foro Italico. Intanto è designato dalla Federazione Italiana Golf come Coordinator of the Italian Bid che portò all'assegnazione della Ryder Cup 2022 a Roma (Golf Club Marco Simone), annunciata nella conferenza stampa del 16 dicembre 2015 nel Salone d'Onore del CONI.
Presidente dell'Alps Tour Golf dal 2017.